# Décomposition orthogonale aux valeurs propres
Pour les articles homonymes, voir EOF.
En statistique et traitement du signal, la méthode décomposition orthogonale aux valeurs propres consiste à décomposer des données avec des fonctions orthogonales déterminées à partir des données appelées fonctions orthogonales empiriques (FOE) (voir ouvrage de Legras en bibliographie ci-dessous) (anglais : empirical orthogonal functions). C'est la même chose que de faire une analyse en composante principale excepté que les FOE permettent d'obtenir à la fois des formes (patterns) temporelles et spatiales. Les FOE sont aussi appelés PCA en géophysique. Pour faire simple : les FOE permettent de synthétiser l'information pour faciliter l'analyse.

## Principe
Le principe des FOE est de trouver des fonctions orthogonales (empiriquement) qui caractérisent la covariabilité de séries temporelles pour une grille spatiale donnée. La première FOE est trouvée en calculant une carte de régression/corrélation en prenant les plus fortes amplitudes, ensuite on soustrait la variabilité lié à cette FOE no 1 et on répète le calcul de cartes de régression/corrélation pour trouver chaque FOE jusqu'à ce que le pourcentage de variabilité expliqué souhaité soit atteint.
La ie fonction orthogonale est choisie pour être orthogonale aux i-1es, et pour minimiser la variance résiduelle. Les fonctions orthogonales sont différentes les unes des autres pour expliquer le maximum de variance. La méthode est proche du krigeage en géostatistique et des modèles gaussiens.
L'esprit de la méthode des FOE est similaire aux analyses harmoniques, mais les analyses harmoniques utilisent des fonctions orthogonales prédéterminés, par exemple cosinus et sinus à des fréquences fixées. Dans certains cas, les deux méthodes donnent le même résultat.
Les fonctions orthogonales sont trouvées en calculant les vecteurs propres de la matrice de covariance du jeu de données.

## Exemple d'application
En climatologie, les FOE sont beaucoup utilisées pour analyser des données et essayer de trouver des fréquences temporelles expliquant un large pourcentage de la variabilité d'un paramètre donné sur des zones géographiques étendues. Par exemple les FOE permettent de mettre en lumière le phénomène El Niño qui a une fréquence connue et qui explique en grande partie les conditions météorologiques dans le Pacifique.

## Avantages
- Donne en ordre croissant d’intérêt les patterns spatio-temporelles qui expliquent le plus de variabilité et laisse le bruit dans les FOE d'ordre élevé.
- Compacte les informations.
- Les patterns des FOE et les séries temporelles sont linéairement indépendants.

## Inconvénients
- Cette méthode est sensible au choix du domaine spatial et temporel.
- Des phénomènes peuvent être répartis sur plusieurs FOE si leurs valeurs propres sont similaires et que le degré de liberté des séries temporelles est faible.
- Il n'y a pas de garantie que les patterns obtenus aient une signification physique (ça peut être du bruit)[2].